# William Wetmore Story
William Wetmore Story (12 de febrero de 1819, Salem, Massachusetts - 7 de octubre de 1895, Vallombroso, Italia) fue un escultor, crítico de arte, poeta y editor estadounidense.

## Biografía
William Wetmore Story era hijo del jurista Joseph Story y Sarah Waldo (Wetmore) Story. Se graduó en el Harvard College en 1838 y en la Harvard Law School en 1840, continuando sus estudios jurídicos con su padre, fue admitido en el colegio de abogados de Massachusetts, y preparó dos tratados legales de valor: Treatise on the Law of Contracts not under Seal (en español: Tratado sobre el Derecho de los contratos que no estén bajo sello; 2 vols., 1844) y Treatise on the Law of Sales of Personal Property (en español: Tratado sobre el Derecho de Ventas de Bienes Muebles, 1847).

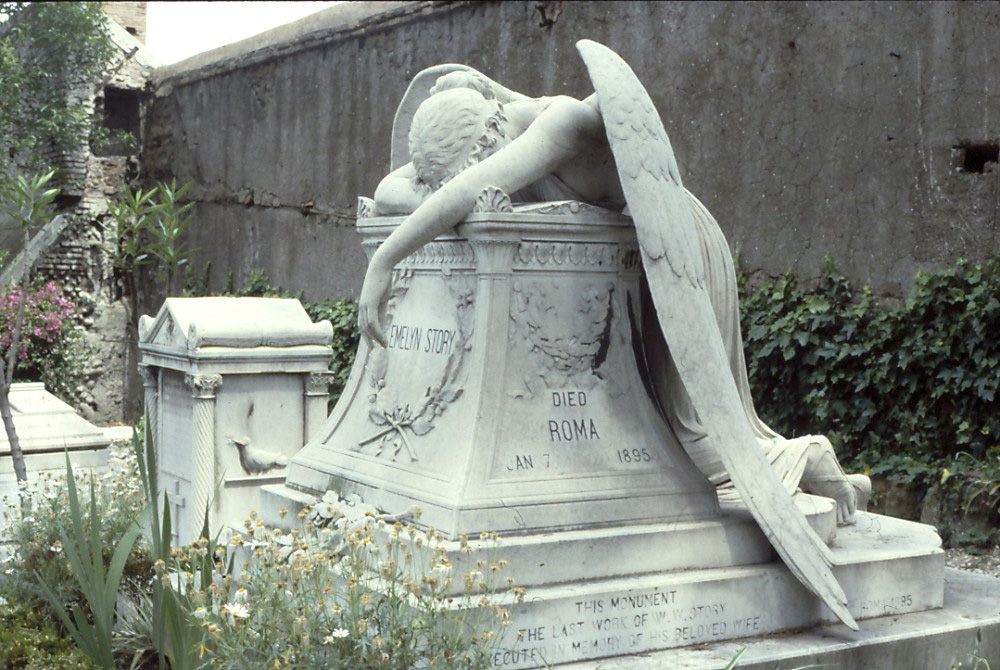
El Ángel de la pena en el primer cementerio protestante de Roma.

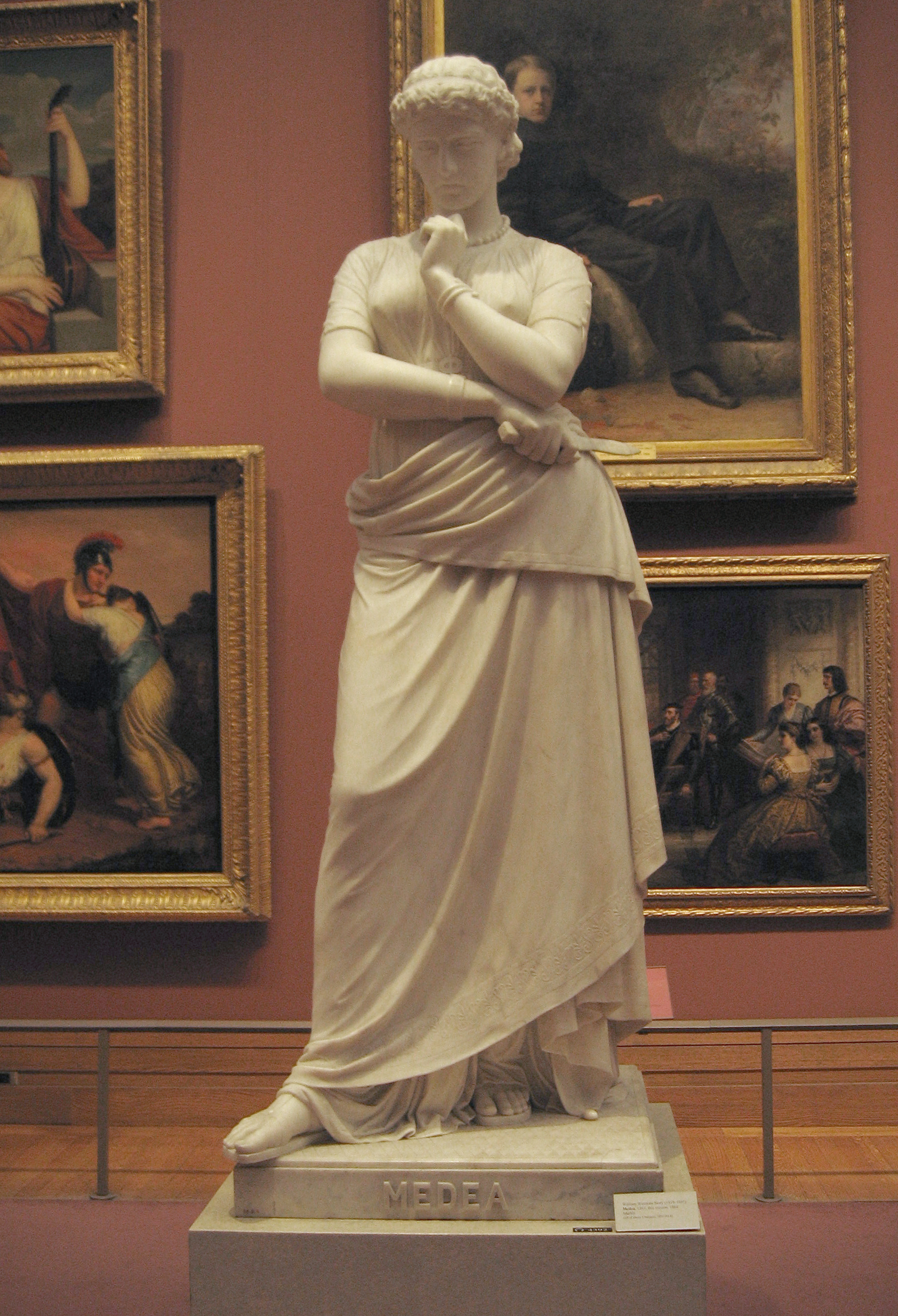
Medea, 1865, esta versión de 1868 (Metropolitan Museum of Art).

Abandonando la carrera legal, se decantó por la escultura, y después de 1850 vivió en Roma, adonde había ido por primera vez en 1848, y donde había entablado amistad con Brownings y con Walter Savage Landor.  En 1856, recibió un encargo de un busto de su difunto padre, que se instaló en el Lowell Hall. El apartamento de Story, en el Palacio Barberini, se convirtió en punto de encuentro para los estadounidenses en Roma. Su trabajo más famoso, Cleopatra (1858), fue descrito y admirado en la novela de Nathaniel Hawthorne, El Fauno de mármol (del inglés: The Marble Faun), y se encuentra en la colección del Museo de Bellas Artes de Virginia en Richmond, Virginia. Otro trabajo, el Ángel de la pena (del inglés: Angel of Grief), realizado en Roma para el cementerio protestante de la ciudad, ha sido reproducido en distintas ocasiones, una de ellas cerca del Stanford Mausoleum en la Universidad de Stanford.
Durante la Guerra Civil Americana sus cartas al Daily News de diciembre de 1861 (posteriormente publicadas como folleto, “The American Question,” i.e. de neutralidad ), y sus artículos en el de Blackwood, tuvieron una considerable influencia en la opinión pública inglesa.
Story preparó un proyecto de diseño para el Monumento a Washington, entonces en construcción. Aunque la Sociedad del Monumento Nacional a Washington determinó que su diseño era considerablemente superior en gusto artístico y belleza al obelisco que se estaba construyendo, el obelisco continuó siendo construido, y es el que ha llegado a nuestros días como el monumento. Adicionalmente, Story esculpió una estatua en bronce de Joseph Henry en el National Mall de  Washington D. C., el científico que sirvió como primer Secretario de la Instituto Smithsoniano. Su Sibila libia (del inglés: Libyan Sibyl) está en exhibición en el Museo Smithsoniano de Arte Americano.
Story falleció en Vallombroso, Italia. Está enterrado junto a su esposa, Emelyn Story, en el Cementerio Protestante de Roma, bajo la estatua que el mismo trazó, el Ángel de la pena.

## Familia
Sus hijos también siguieron carreras artísticas: Thomas Waldo Story (1855-1915) fue escultor, Julian Russell Story (1857-1919) fue un exitoso pintor retratista, y Edith Marion (1844-1907), la marquesa Peruzzi de Medici, fue escritora.

## Selección de obras

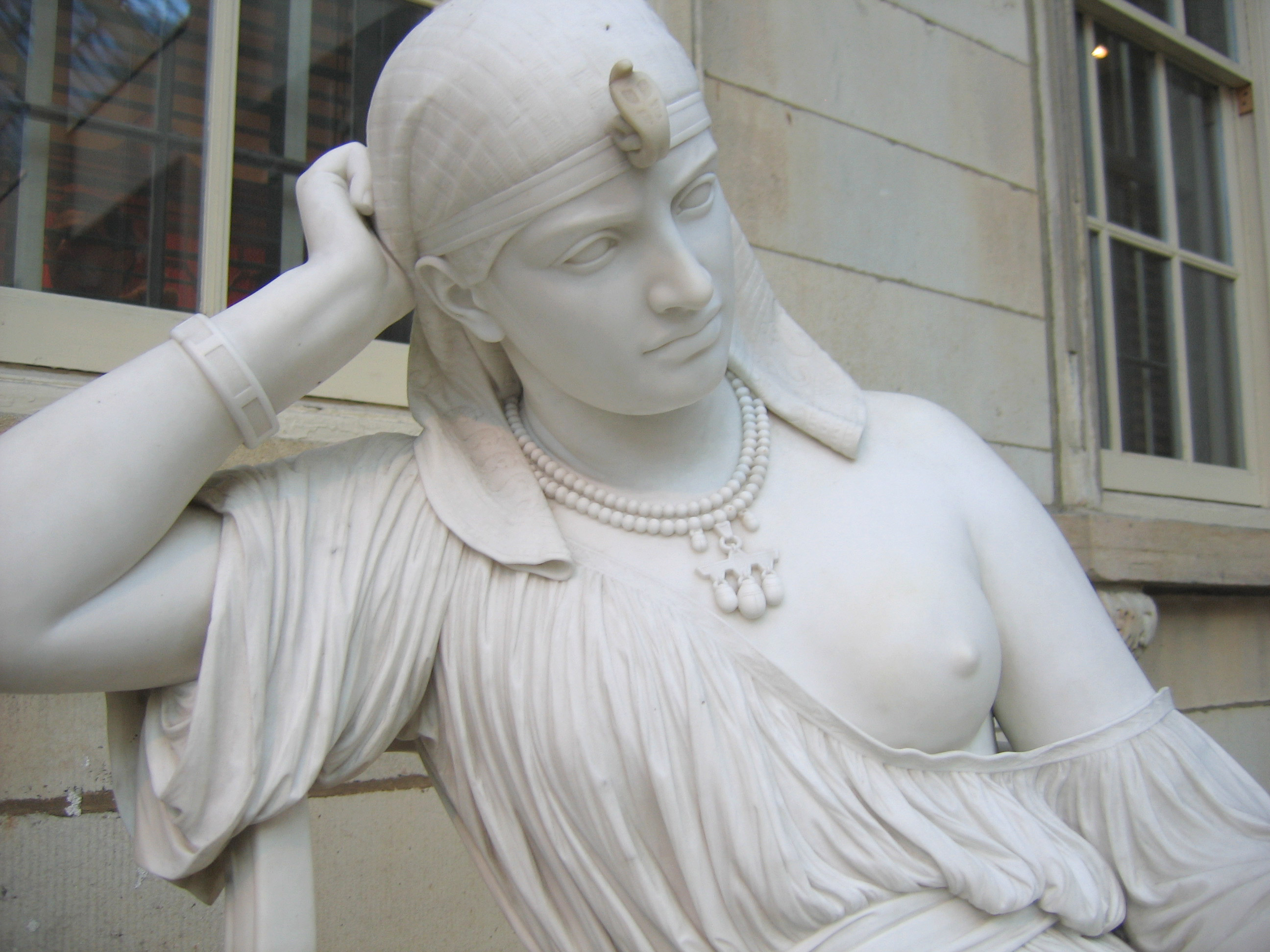
Detalle de Cleopatra.

Entre las mejores y más conocidas esculturas de William Wetmore Story se incluyen las siguientes:
- Memorial Joseph Henry, Washington D. C., 1883
- Memorial John Marshall, Washington D. C., 1884
- Ángel de la pena - Angel of Grief (esta estatua fue reproducida primeramente en la portada del álbum Evanescence EP de la banda Evanescence, también en el álbum Once  de Nightwish, así como en las portadas de las obras de otras bandas)
- Estatua de Joseph Story, su padre, en el Langdell Hall del Harvard Law School

## Selección de escritos
- Vida y cartas de Joseph Story (del inglés: Life and Letters of Joseph Story), 1851
- Cosas de Roma (del italiano: Roba di Roma), Londres, 1863
- Proporciones de la figura humana (del inglés: Proportions of the Human Figure), Londres, 1864
- Pequeña llama (del italiano: Fiammetta), 1885 (novela)
- Conversaciones en un estudio (del inglés: Conversations in a Studio), Boston, 1890
- Excursiones en el Arte y Cartas (del inglés: Excursions in Art and Letters), Boston, 1891
- Sus poemas fueron recopilados en dos volúmenes en 1885. Entre los más extensos están Un abogado romano en Jerusalén (del inglés: A Roman Lawyer in Jerusalem) - una rehabilitación de Judas Iscariote), Un rabino judío en Roma  (del inglés: A Jewish Rabbi in Rome), La tragedia de Nerón en inglés: The Tragedy of Nero y Ginevra di Siena. El último mencionado , con Cleopatra, fue incluido en su Graffiti d'Italia, una colección publicada en 1868.

## Galería de imágenes: Obras de William Wetmore Story

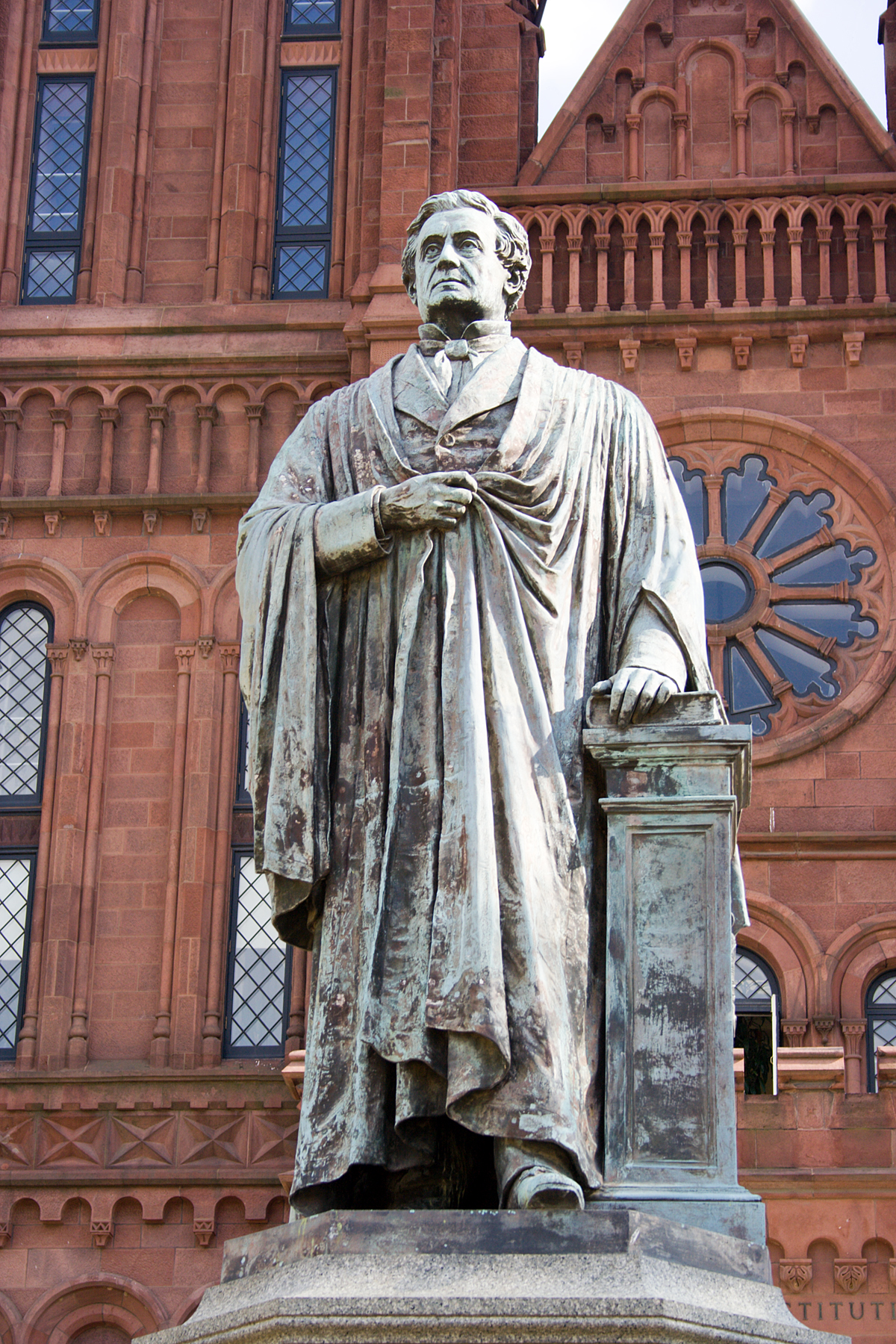
Monumento a Joseph Henry
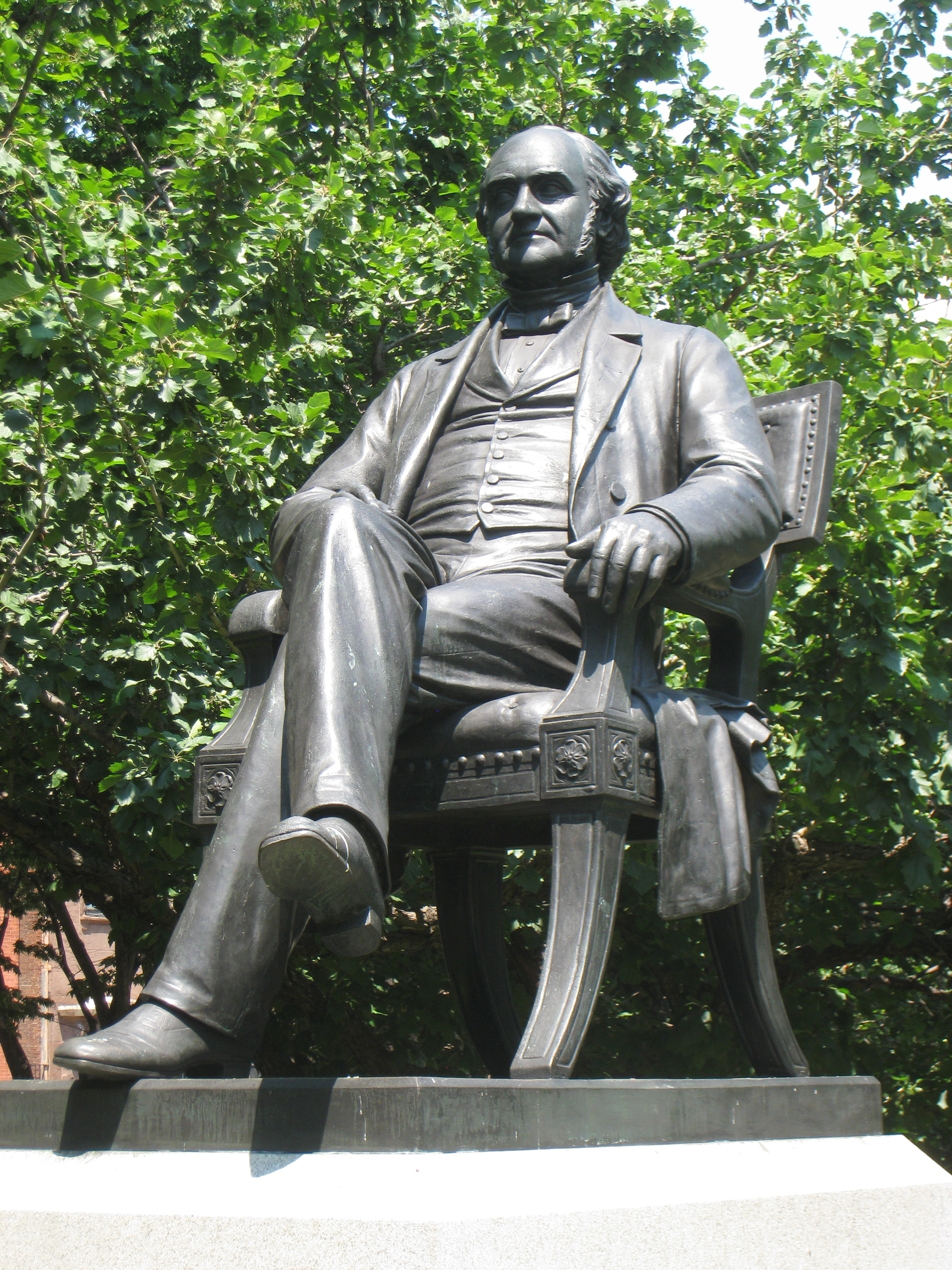
Estatua a George Peabody , Mount Vernon Place, Baltimore, MD
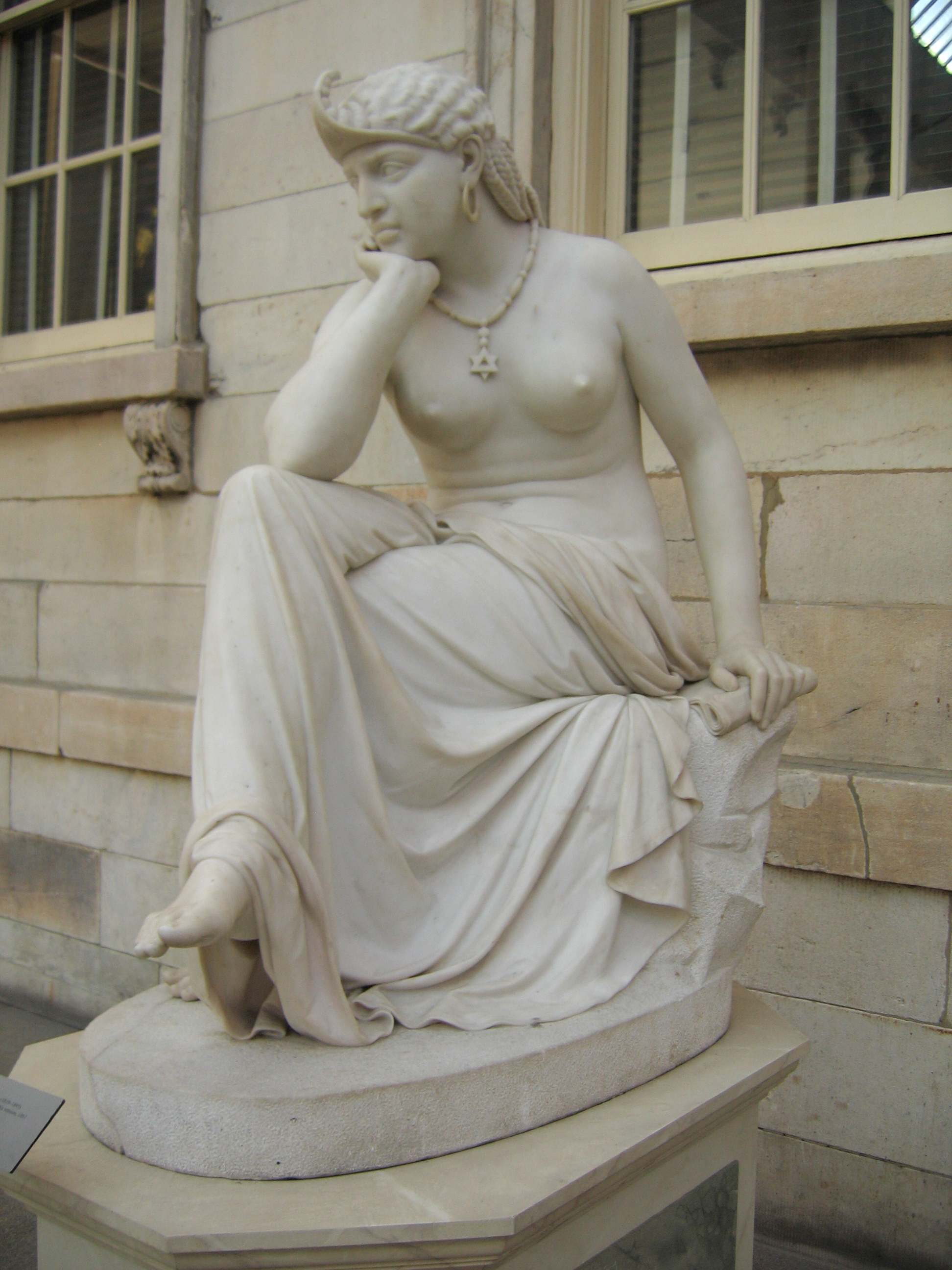
La Sibila libia
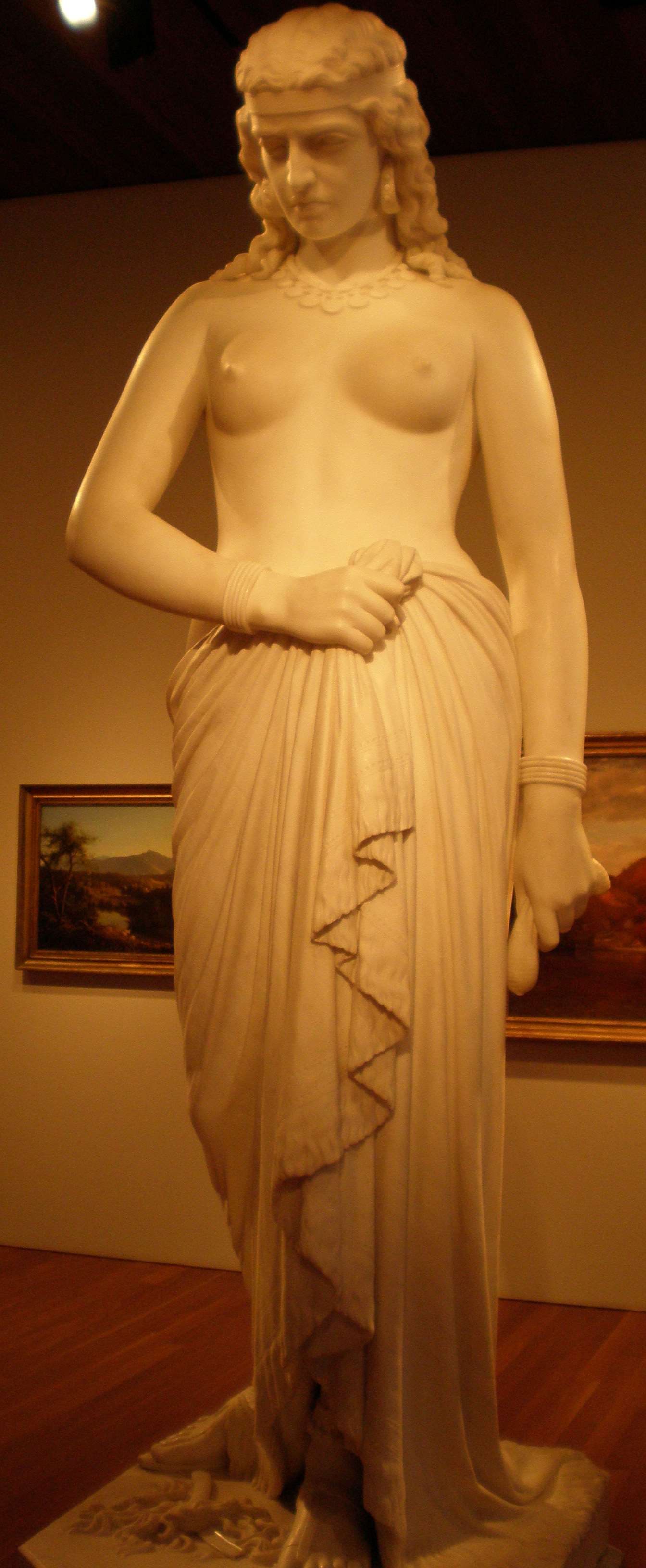
Dalila 1877, San Francisco
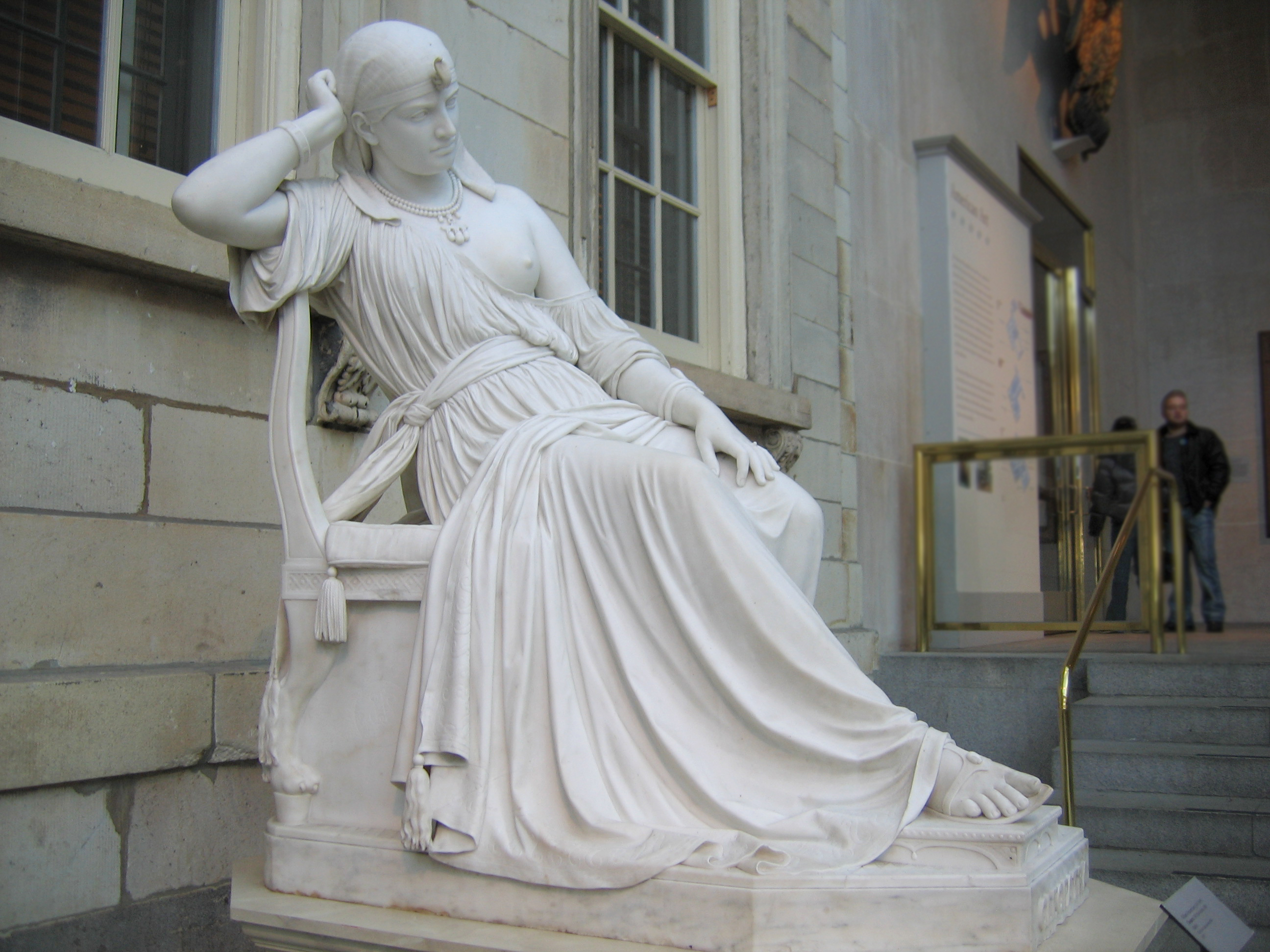
Cleopatra
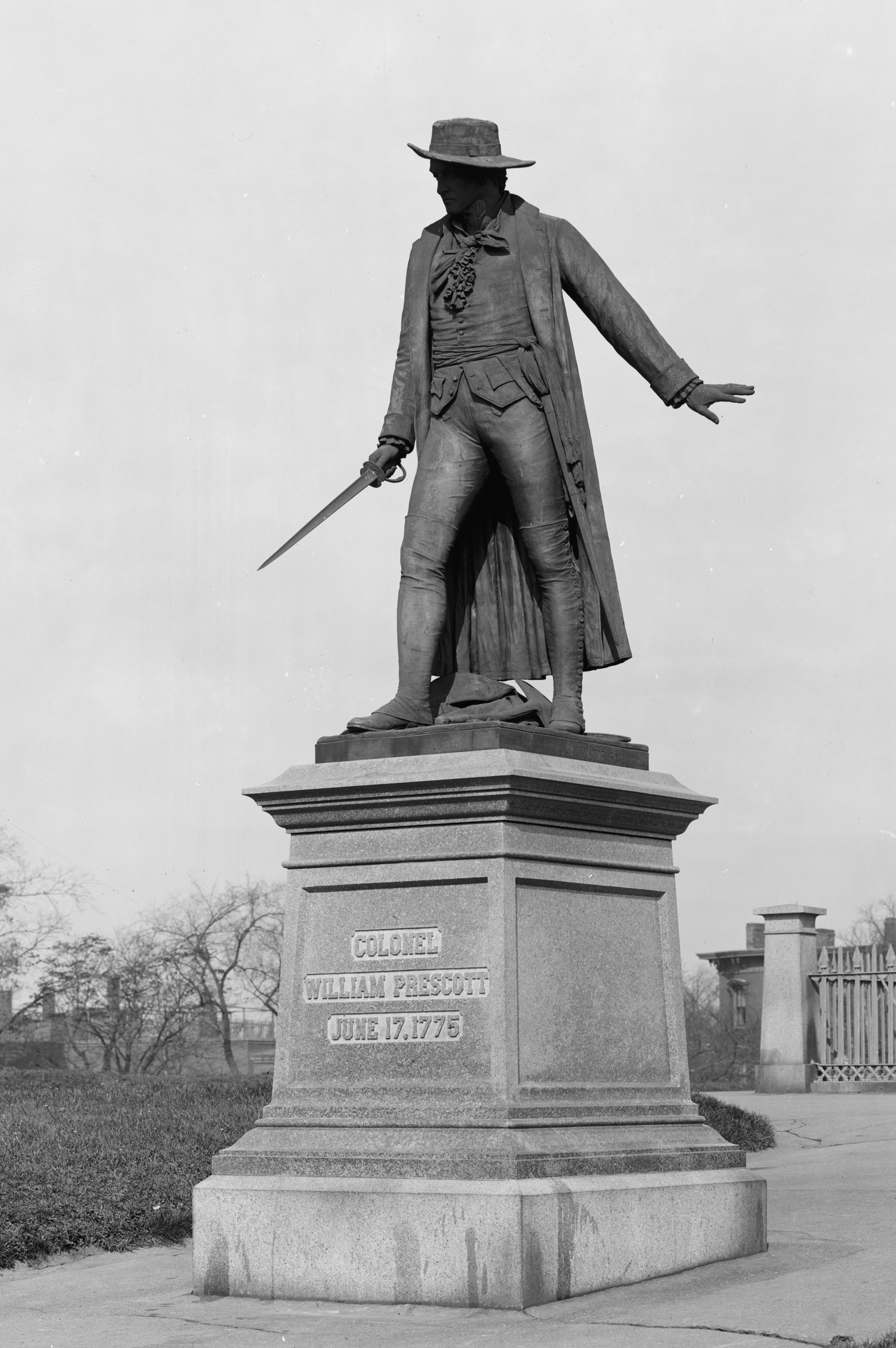
El Coronel William Prescott en Charlestown
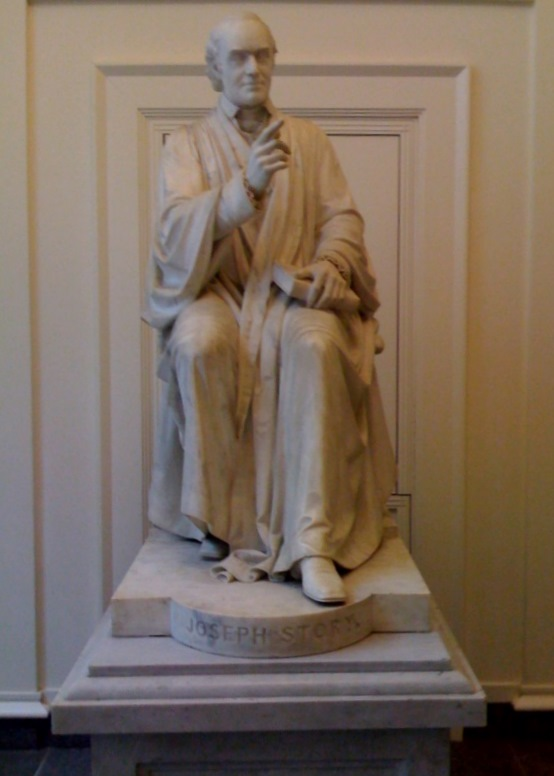
Estatua de su padre, Joseph Story
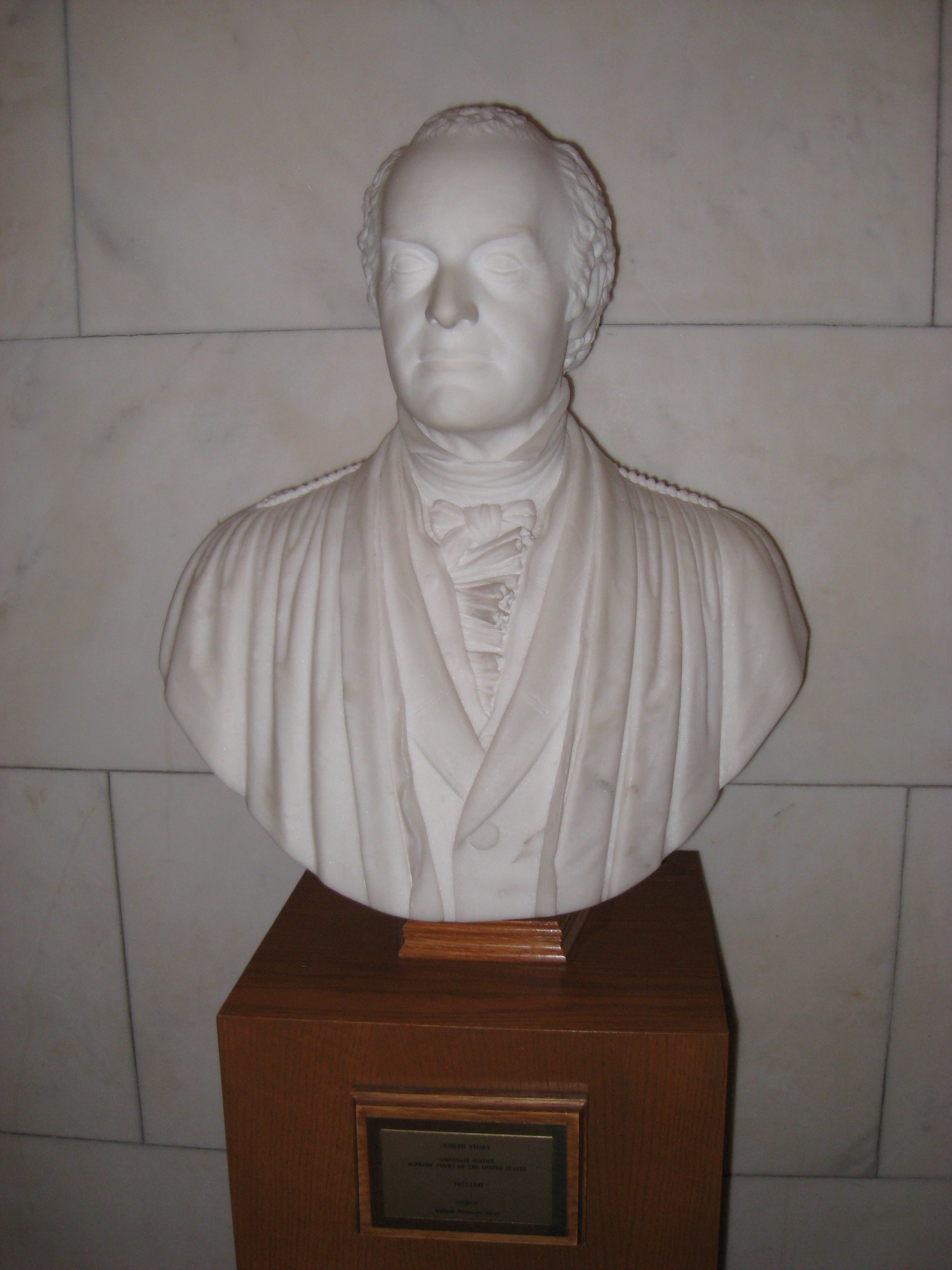
Busto de Joseph Story , Corte Suprema de Estados Unidos

(pinchar sobre la imagen para agrandar)